# Robert Floyd
Robert W. Floyd (New York, 8 giugno 1936 – Stanford, 25 settembre 2001) è stato un informatico statunitense.
Noto per i suoi contributi fondamentali all'informatica teorica, tra cui l'algoritmo di Floyd–Warshall per i cammini minimi, l'algoritmo per il rilevamento dei cicli, e il lavoro pionieristico sulla verifica dei programmi con asserzioni logiche. Introdusse anche la diffusione dell'errore nelle immagini digitali (dithering di Floyd–Steinberg). Ricevette il Premio Turing nel 1978.

## Biografia
Nato a New York, Robert W. Floyd concluse la scuola superiore a soli 14 anni. Studiò all'Università di Chicago, dove ottenne un baccalaureato in arti liberali nel 1953, all'età di 17 anni, e un secondo titolo di laurea in fisica nel 1958. Durante gli studi universitari fu coinquilino di Carl Sagan.
Negli anni cinquanta lavorò presso l’Armour Research Foundation (oggi IIT Research Institute) dell’Illinois Institute of Technology, inizialmente come operatore di calcolatori. Nei primi anni sessanta iniziò a pubblicare numerosi articoli, in particolare sull’analisi dei compilatori e sul parsing. Pioniere della grammatica a precedenza degli operatori, contribuì in modo decisivo allo sviluppo della semantica dei linguaggi di programmazione, campo che contribuì a fondare.
All’età di 27 anni fu nominato professore associato alla Carnegie Mellon University, e sei anni dopo divenne professore ordinario alla Stanford University, senza aver conseguito un Ph.D..
Floyd fu membro dell’IFIP Working Group 2.1, gruppo della International Federation for Information Processing incaricato della manutenzione e dello sviluppo dei linguaggi di programmazione ALGOL 60 e ALGOL 68.
Nel 1974 fu eletto membro dell’American Academy of Arts and Sciences, e nel 1978 ricevette il prestigioso Premio Turing per il suo impatto metodologico nello sviluppo di software efficiente e affidabile, e per aver contribuito alla nascita di discipline fondamentali dell’informatica teorica: teoria del parsing, semantica dei linguaggi di programmazione, verifica automatica dei programmi, sintesi automatica dei programmi e analisi degli algoritmi.
Collaborò strettamente con Donald Knuth come revisore principale dell’opera The Art of Computer Programming, nella quale è la persona più citata. Fu inoltre coautore, con Richard Beigel, del manuale The Language of Machines: an Introduction to Computability and Formal Languages. Durante la sua carriera accademica supervisionò sette dottorandi.
Sul piano personale, Floyd si sposò due volte, con Jana M. Mason e successivamente con l’informatica Christiane Floyd, da cui ebbe complessivamente quattro figli. Negli ultimi anni della sua vita fu colpito dalla malattia di Pick, una forma di demenza neurodegenerativa, che lo costrinse al pensionamento anticipato nel 1994.
Amante della natura e del trekking, Floyd era anche un appassionato giocatore di backgammon, gioco che studiava con rigore quasi professionale. Si racconta che, in un’occasione durante un'attesa prolungata in aeroporto, propose una partita a un collega, rivelando un talento notevole e una conoscenza approfondita del gioco, frutto di anni di studio metodico, analogo al suo approccio alla ricerca scientifica.